# Notre Dame University - Louaize
La Notre Dame University - Louaize è un'università privata di indirizzo cattolico con sede a Zouk Mosbeh, in Libano.
Le origini dell'università si ricollegano con quelle del Louaize College for Higher Education, fondato nel 1978 da Béchara Boutros Raï, futuro patriarca di Antiochia, e dall'Ordine maronita Mariamita. Il presidente della Repubblica libanese approvò l'istituto come università indipendente il 14 agosto 1987.